# 勢司和浩
勢司 和浩（せいし かずひろ、1962年2月14日 - ）は、日本中央競馬会 (JRA) 美浦トレーニングセンター所属の調教師。

## 略歴
船橋競馬場で厩務員をしていたとき、第1回ジャパンカップ（1981年）での外国馬のあまりの強さにカルチャーショックを受け、アイルランドに単身乗り込んで2年間修行する。帰国後1986年に稗田敏男厩舎の調教助手となり、1990年に国枝栄厩舎に移った。1999年に調教師免許を取得し、2000年に厩舎を開業。初出走は同年3月18日中京競馬第9競走のケンセツクィーンで10着、初勝利は同年4月8日中山競馬第6競走のマルタカウィナーで、のべ5頭目であった。 
2002年のフラワーカップをスマイルトゥモローで制して重賞初勝利を挙げる。続く桜花賞は6着に終わったが、優駿牝馬（オークス）を勝ってGI競走初勝利を挙げた。

## 調教師成績
|            | 日付           | 競馬場・開催  | 競走名           | 馬名               | 頭数 | 人気 | 着順 |
| ---------- | -------------- | ------------- | ---------------- | ------------------ | ---- | ---- | ---- |
| 初出走     | 2000年3月18日  | 2回中山7日12R | 5歳上500万下     | ノースビール       | 16頭 | 4    | 3着  |
| 初勝利     | 2000年4月8日   | 3回中山5日6R  | 4歳未勝利        | マルタカウィナー   | 14頭 | 1    | 1着  |
| 重賞初出走 | 2001年9月16日  | 4回中山4日11R | セントライト記念 | メイクマイデイ     | 16頭 | 13   | 6着  |
| 重賞初勝利 | 2002年3月16日  | 1回中山7日11R | フラワーC        | スマイルトゥモロー | 15頭 | 3    | 1着  |
| GI初出走   | 2001年10月21日 | 4回京都6日11R | 菊花賞           | メイクマイデイ     | 15頭 | 8    | 6着  |
| GI初勝利   | 2002年5月19日  | 4回東京2日11R | 優駿牝馬         | スマイルトゥモロー | 18頭 | 4    | 1着  |

### おもな管理馬
- スマイルトゥモロー（2002年優駿牝馬、フラワーカップ）
- ヴィーヴァヴォドカ（2009年フラワーカップ）
- ユールシンギング（2013年セントライト記念、2014年新潟大賞典）

## おもな厩舎スタッフ
- 黒岩陽一（厩務員 2007年）
- 横山和生（騎手、2011年-2016年、横山典弘の実子）
- 国枝翔（厩務員、2013年-、国枝栄の実子）